# Дзун-Хемчицький кожуун
Дзун-Хемчицький кожуун (тув. Бай-Тайга кожуун) — район республіки Тува Російської Федерації. Центр — місто Чадан.
Розташований у західній частині Республіки Тува.

## Історія
У 1765 році утворився Даа кожуун до складу якого входило 10 сумонів. Чисельність населення складала 1833 людини, кількість подвір'їв — 388. У 1929 році перетворений у Дзун-Хемчицький кожуун. Слово Дзун у перекладі з монгольської означає «східний».

## Населення
Територія кожууна складає 6484,56 км², чисельність населення станом на 1 січня 2010 року складає 21094 людини з яких 10,2 тис. проживає у місті Чадані. Середня щільність населення складає 31,2 км²

## Населені пункти
До складі кожууну входить 11 сільських поселень та 1 міське поселення.
Міське поселення
- Чадан

Сільські поселення
- Чираа-Бажи
- Чиргаки
- Елдиг-Хем
- Хорум-Даг
- Шемі
- Теве-Хая
- Хондергей
- Ійме
- Баян-Тала
- Чаданський
- Хайиракан

## Клімат
Для кожууна характерний різкоконтинентальний клімат з невеликою кількістю атмосферних опадів. Значна частина території кожууна знаходиться у зоні недостатнього зволоження, поширеними у кожууні явищами є весняна та літня посуха.

## Економіка
Провідною галуззю є сільське господарство у якому займаються тваринництвом та рослинництвом.
Основні галузі промисловості: лісова та деревообробна, харчова та промисловість будівельних матеріалів. У 20 км на схід від міста Чадан розташований вугільний кар'єр «Чаданський» який забезпечує вугіллям західні кожууни республіки.

## Пам'ятки
Пам'яткою кожууна є Чаданське Устуу-Хурее, яке заново відбудовується, а також численні лікувальні джерела аржаанів Кегее-Булак, Чалама.